# Natalja Rybakowa
Natalja Rybakowa (kasachisch Наталья Рыбакова; * 24. Juni 1981 in Petropawl) ist eine ehemalige kasachische Eisschnellläuferin.

## Werdegang
Rybakowa wurde achtmal kasachische Meisterin und nahm in der Saison 2002/03 in Erfurt erstmals am Eisschnelllauf-Weltcup teil, wobei sie in der B-Gruppe jeweils den 26. Platz über 1500 m und 3000 m errang. In den folgenden Jahren belegte sie bei den Einzelstreckenasienmeisterschaften 2004 in Chuncheon den zehnten Platz über 10000 m sowie den neunten Rang über 5000 m und bei den Olympischen Winterspielen 2006 in Turin den 28. Rang über 3000 m. In der Saison 2006/07 kam sie bei den Einzelstreckenweltmeisterschaften 2007 in Salt Lake City auf den 20. Platz über 3000 m und bei den Winter-Asienspielen 2007 in Changchun auf den 13. Platz über 1000 m, auf den 11. Rang über 1500 m sowie auf den zehnten Platz über 3000 m. In der folgenden Saison errang sie bei der Sprintweltmeisterschaft 2008 in Heerenveen den 28. Platz im Sprint-Mehrkampf und bei den Einzelstreckenasienmeisterschaften 2008 in Shenyang den zehnten Platz über 1500 m sowie jeweils den neunten Platz über 3000 m und 5000 m. Zudem lief sie bei den Einzelstreckenweltmeisterschaften 2008 in Nagano auf den 15. Platz über 1500 m und auf den 14. Rang über 3000 m. In der Saison 2009/10 erreichte sie in Calgary mit dem zehnten Platz in der Teamverfolgung ihr bestes Ergebnis im Weltcup und absolvierte in Salt Lake City ihre letzten Rennen im Weltcup, welche sie jeweils in der B-Gruppe auf dem 25. Platz über 500 m, auf dem 20. Rang über 1000 m und auf dem 16. Platz über 3000 m beendete.

## Erfolge

### Olympische Spiele
- 2006 Turin: 28. Platz 3000 m

### Einzelstrecken-Weltmeisterschaften
- 2007 Salt Lake City: 20. Platz 3000 m
- 2008 Nagano: 14. Platz 3000 m, 15. Platz 1500 m

### Sprint-Weltmeisterschaften
- 2008 Heerenveen: 28. Platz Sprint-Mehrkampf

### Winter-Asienspiele
- 2007 Changchun: 10. Platz 3000 m, 11. Platz 1500 m, 13. Platz 1000 m

### Asienmeisterschaften
- 2004 Chuncheon: 9. Platz 5000 m, 10. Platz 10000 m
- 2008 Shenyang: 9. Platz 3000 m, 9. Platz 5000 m, 10. Platz 1500 m

## Persönliche Bestzeiten
| Disziplin | Zeit        | Datum             | Ort            |
| --------- | ----------- | ----------------- | -------------- |
| 500 m     | 39,80 s     | 22. Januar 2010   | Calgary        |
| 1000 m    | 1:17,02 min | 13. Dezember 2009 | Salt Lake City |
| 1500 m    | 1:57,51 min | 17. November 2007 | Calgary        |
| 3000 m    | 4:09,82 min | 16. November 2007 | Calgary        |
| 5000 m    | 7:28,07 min | 11. August 2007   | Calgary        |